# ヤクレース

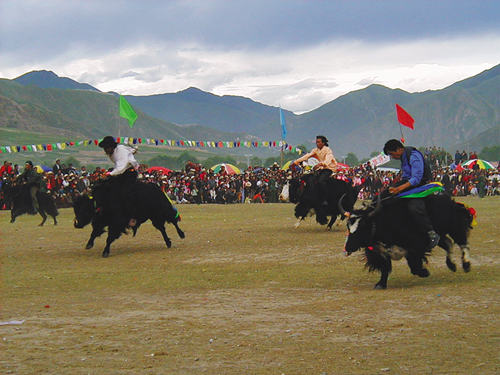
ヤクレース

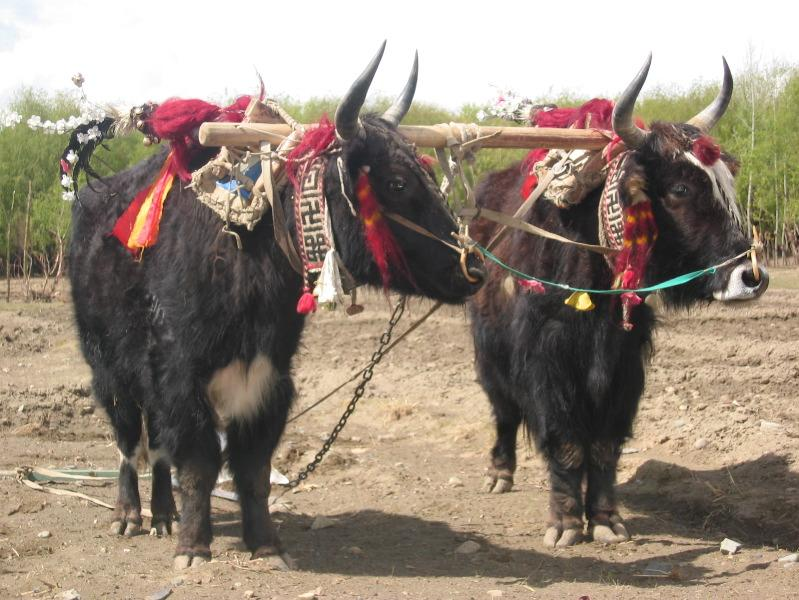
レースに出場するヤク

ヤクレース（英: Yak racing）はチベットやモンゴルの伝統的な祭りで開催されるアニマルスポーツ。カザフスタン、キルギスタン、アフガニスタンのパミール高原などでも行われている。

## 概要
チベットの乗馬祭りでは音楽やダンスの中観衆に見守られて行われる最も盛り上がる競技の一つである。ヤクは短距離ならばかなりのスピードを出すことができる。一般的に10人から12人の競技者がヤクにまたがり、短い距離のコースをゴールに向かって走り、勝者はカタというチベットの伝統的なスカーフを賞金と共に与えられる。